# Bastam
Basṭām (in persiano بسطام‎), o Bisṭām, è una città dello shahrestān di Shahrud, circoscrizione di Bastam, nella provincia di Semnan in Iran. Aveva, nel 2016, una popolazione di 8.609 abitanti. Si trova 6 km a nord di Shahrud.

## Storia
Si ritiene che la città sia stata fondata alla fine del VI secolo a.C. da Bastam, lo zio materno del sovrano sasanide Cosroe II. Ciò nonostante, non vi è stato ritrovato alcun reperto risalente all'epoca preislamica.

## Monumenti e luoghi di interesse
Bastam è conosciuta in particolare per il complesso architettonico che circonda la tomba del mistico sufi Tayfūr Abū Yazīd al-Bisṭāmī, conosciuto anche come Bayazid Bistami. Tale complesso è uno dei più importanti del suo genere nel Paese.
Ai tempi di Bayazid Bistami vennero costruite le moschee più antiche rimaste in città, che vennero restaurate tra il 912 e il 913 e ricostruite in un unico complesso negli anni 1120-1121. Accanto al mausoleo del mistico venne eretto il mausoleo dell'ultimo principe ghuride 'Ala' al-Din 'Ali nel 1215 circa.
Sotto l'Ilkhanato mongolo retto da Ghāzān Khān e da Oljeitu vennero costruiti importanti monumenti, come il mausoleo eretto sopra la presunta tomba di Muhammad, figlio del sesto Imam sciita duodecimano Ja'far al-Sadiq. L'iwan d'ingresso risale al 1313-1314 e tutti i lavori vennero supervisionati da Husayin ibn Talib al-Damghani e da suo figlio Muhammad.
Un altro sito di interesse è la madrasa Shahrukhyya, probabilmente commissionata dal principe timuride Shah Rukh. A sud di essa vi è la moschea del Venerdì, di cui sono rimasti solo 4 pilastri. Gli elementi più rilevanti di questa moschea appartengono al periodo mongolo: le decorazioni dell'ala sud e la torre Kashaneh.